# Danzigi Köztársaság
A Danzigi Köztársaság vagy Danzig Szabadváros egy félfüggetlen államalakulat volt, melyet I. Napóleon francia császár alapított 1807. szeptember 9-én miután elfoglalta Danzig városát 1807 májusában. A Porosz Birodalomból kihasított állam területe Danzig városát, a Visztula torkolatát, a Hel-félszigetet és a Visztula turzás déli részét foglalta magába. 1813 januárjában az orosz hadsereg offenzívája megdöntötte.

## Kormányzók
Az állam első kormányzója François Joseph Lefebvre lett, aki Danzig ostromát irányította, a győzelemért Napóleon „Danzig hercege” címmel tüntette ki.
- 1807: François Joseph Lefebvre
- 1807–1809: Jean Rapp
- 1809–1810: Michał Grabowski
- 1810–1814: Jean Rapp
- 1814: Friedrich Ehrhard Fabian von Massenbach

## A szenátus elnökei
- 1807–1808: Karl Friedrich von Gralath
- 1808–1809: Daniel Andreas Zernecke
- 1809–1810: Karl Renner
- 1810–1811: Jacob Ernst Schumann
- 1811–1812: Gottlieb Hufeland
- 1812–1813: Daniel Andreas Zernecke
- 1813–1814: Jacob Ernst Schumann

1813-ban januárban az orosz csapatok ostrom alá vették a várost, a franciák 1814. január 2-án hagyták el a területet. Ez tekinthető az állam megszűnési időpontjának. 
A bécsi kongresszus után Danzigot visszacsatolták a Porosz Királysághoz. A visszacsatolás után a várost betagolták Westpreußen tartományba, autonómiáját jelentősen csökkentették.